# Pierre V du Kongo
Pour les articles homonymes, voir Pierre V.
Pierre V du Kongo (D. Pedro V en portugais, Nvitila a Nkanga Ndo Mpetelo V en kikongo), roi du Kongo (1763-1764) mort en 1779

## Contexte
Pendant la seconde moitié du XVIIIe siècle les rivalités se concentrent entre les chefs Kimpanzu de la région de Mbamba Lovata et deux factions Kinlaza. La première issue de Garcia IV originaire du nord c'est-à-dire de Bula et l'autre basée à Nkondo dans la vallée de la rivière Mbidizi.
En 1763 Pierre V qui appartient au clan Kimpanzu, succède régulièrement à Sébastien III Nanga kia Kunga, un roi du kanda Kinlaza et parvient au trône selon la règle d'alternance mise en place au début du siècle par Pierre IV du Kongo. Dès l'année suivante en mai 1764, la noblesse mécontente menée par une Kinlaza la reine Violante de Wandu le contraint avec ses troupes à s'enfuir et le remplace par un Kinlaza de la branche du nord Alvaro Mwemba a Sungu couronné sous le nom de Alvare XI du Kongo ce qui remet en cause la rotation de la royauté entre les Kanda qui fonctionnait depuis 1718 et provoque un éclatement du royaume .
Le roi se réfugie en effet au Mbamba Lovata avec ses partisans et se proclame seul roi légitime. Le royaume sera désormais scindé en deux entités rivales car après la mort de Pierre V en 1779 un nommé Alvaro est nommé régent par son Kanda dans l'expectative d'occuper à son tour le trône.